# 왕징웨이 정권
왕징웨이 정권(중국어 간체자: 汪精卫政权, 정체자: 汪精衛政權, 병음: Wāngjīngwèi zhèngquán 왕징웨이정취엔[*])은 1940년 3월 30일부터 1945년 8월 16일까지 존재했던 중화민국의 국민정부이다. 중일전쟁에 있어 일본군 점령지에 성립했던  괴뢰국이다.
행정원장(수상)은 왕징웨이(왕자오밍). 1944년 11월 왕이 죽은 이후로는 천궁보가 그 자리를 맡아보았다. 슬로건은 "화평·반공·건국"이며 수도는 난징, 최대 도시는 상하이. 정부는 중화민국 국민정부(中華民國國民政府)로 호칭되며 중화민국 난징 국민정부(中華民國南京國民政府)라고 호칭되기도 한다. 충칭 국민정부나 중화인민공화국 정부는 난징 정권의 정당성을 인정하지 않아 '가짜정권'이라는 의미로 왕위정부(汪僞政府)나 왕위정권(汪僞政權)이라고 불렀다.
왕징웨이 정권하의 중화민국은 일당공화제 국가로서 통치되었다. 장제스의 라이벌이자 국민당의 평화파였던 왕은 일본 측으로 망명하여 1940년 점령하의 난징(중국의 정통적 수도)에서 합작 정권을 수립하였다. 신국가는 중국 전토를 영유하며 충칭의 장 정권과는 대조적으로 신해혁명과 쑨원의 유산을 정당히 계승하고 있다고 주장했으나, 실상은 일본의 점령지를 실효 지배하에 두었을 따름이었다. 국가의 승인은 방공협정에 서명한 다른 가맹국으로 한정되어 있었다. 중화민국 국민정부는 제2차 세계대전 종전까지 존재했으나 1945년 8월 일본이 항복한 시점에서 체제는 해산되었으며 주요 당원들은 대부분 반역죄를 물어 처형되었다.
중국의 중앙부와 북부를 각각 지배하던 괴뢰정권인 중화민국 유신정부(1938년-1940년)과 중화민국 임시정부(1937년-1940년)을 통합하여 형성되었다.

## 통치원리

### 삼민주의
쑨원이 제창하고 중국국민당이 당시로 삼은 삼민주의는 쑨원 자신도 연관된 국공합작(제1차)을 거쳐 그 안에 제국주의 비판을 내포하고 있던 것에서 연유하여 중일전쟁 당시 일반 일본국민에게는 "반일 이데올로기"로 비추어졌으며 그 뿐만 아니라 시안 사건 후 제2차 국공합작에 의해 항일전쟁을 착수하려던 장제스 정권 측에서도 삼민주의를 "반일 이데올로기"로 삼았으며 그에 더하여 그 자신도 정권의 사상적 기반으로 삼았다. 그리하여 쑨원의 법통을 이어받은 직계 후계자를 자처하고 때문에 신정부의 정통성의 확립을 꾀하는 왕징웨이로서는 제휴 상대인 일본인의 삼민주의에 관련된 선입관를 타파하고 더욱이 장 정권 측의 삼민주의 해석과도 대결해야만 하는 형국이 되었다. 1939년 11월 23일 왕징웨이는 일본군 선전주임막료회의에서 연설하는 가운데 충칭 정부의 '항전건국(抗戰建國)'에 대하여 '화평건국(和平建國)'을 내세우며 그에 더하여 삼민주의라는 것은 "구국(救國)을 목표로 했으므로 구국의 입장에서 출발"하는 것으로 궁극적으로는 '구국주의'에 다름 아니다라고 역설하며 왕징웨이 본인의 독자적 삼민주의 해석을 제시했다.
1924년 11월 28일 쑨원이 고베의 고등여학교에서 '대아세아주의 연설'을 행한 시기는 제2차 국공합작을 시작한 직후였으며 그 무렵의 삼민주의는 확실히 '반제국주의'의 의미를 포함하며 일·중·소의 제휴를 제창하고 당시의 패권주의적 일본의 자세를 비판하는 내용을 담았다. 하지만, 여기서 말하는 '반일'은 직접적으로 삼민주의에 의한 것이 아니라 당시 연소(連蘇), 용공(容共), 부조공농(扶助工農) 3대 정책에 의한 것이므로 왕징웨이파가 바야흐로 용공정책을 흔들림없이 포기하고 또 일본제국과 마찬가지로 '반공'의 표어를 채용하여 외교방침이 중일간 일치하는 이상 삼민주의는 반일 이데올로기일 수 없다고 주장한 반면, 장제스 정권은 여전히 용공정책을 채용하고 있었으므로 삼민주의는 반일 이데올로기를 내포하는 것이라고 설명했다. 왕징웨이는 쑨원 저 《삼민주의》 〈민족주의 제1강〉 모두의 정의를 제시하며 자신의 정권을 '진정한 삼민주의'에 기초하는 정통정권임을 주장하였다.

### 대아주주의
왕징웨이는 삼민주의가 구국주의인 이상 그것을 아시아 전체에 적용한다면 '대아주주의(大亞洲主義)'의 주장이 될 것임을 표명하고 자신의 '대아주주의'는 아시아를 지배하는 백색인종을 아시아 땅에서 구축하여 '아시아인의 아시아'를 실현하는 것임에 다름 아니며 말하자면 '아시아판 삼민주의'에 해당한다고 설명했다. 이 경우 일본이 아시아의 지도자로서 중국인과 연대하여 백인과 싸우기를 원한다면 중국에 대한 우월감정과 멸시감정을 일절 버리고 대등한 입장에서 중국에 협력하는 의사를 표명해야 한다고 역설하며 그 입장에서 일본은 중국과의 불평등조약을 스스로 솔선하여 폐기해야 한다고 거듭 설명했다. 중국인의 반일감정이 심한 현상에서 일본이 그것을 실행함으로써 최초로 중일의 진정한 평화는 실현된다고 주장한 것이다. 그 무렵 왕징웨이는 쑨원 저 《중국존망의 문제》 속 "중국이 없으면 일본이 없고, 일본이 없으면 중국이 없다"라는 일설을 인용하며 이것이야말로 쑨원의 생애에 걸친 신념이었음을 강조하였다. 또한 왕징웨이의 '대아주주의'는 일본이 내세운 대동아공영권 사상과도 연관된 것이었다.

## 같이 보기
- 중화민국
- 만주국
- 몽강연합자치정부

### 내용주
1. ↑  창건 직후에는 환도국민정부(國民政府還都)라고 불렀다.
2. ↑  대동아세아주의 연설에서 쑨원은, 일본은 공리와 강권을 탐내며 '서양패도(西洋覇道)의 번견'이 될 것인가 아니면 공리 위에 기초한 '동양왕도(東洋王道)의 아성'이 될 것인가를 청중에 묻고 중국만이 아닌 전 아시아 피억압민족의 해방에 조력하는 것이야말로 아시아 최초로 독립과 부강을 달성한 일본의 진로가 아닌가라고 호소하였다.[2][3]